# 1981年の横浜大洋ホエールズ
1981年の横浜大洋ホエールズ（1981ねんのよこはまたいようホエールズ）では、1981年の横浜大洋ホエールズにおける動向をまとめる。
1981年の横浜大洋ホエールズは、土井淳監督の2年目のシーズンである。

## 概要
前年4位から巻き返すべく、チームはアリゾナ州メサでキャンプを行うが、野球用具約64万円分が盗難に遭うアクシデントに見舞われる。広島との開幕カードが2試合とも雨で流れ、結果的に2年連続で巨人をホームに迎え開幕したが、その巨人相手に8連敗を喫し、チームは5月下旬に最下位に転落。6月に入ると、山下大輔が74打数32安打、月間打率.432と打ちまくり月間MVPを受賞、チームも12勝5敗と大きく勝ち越したが、7月に入ると中旬に7連敗、8月にも8連敗を喫し最下位が決定的となった。9月にも9連敗を喫したところで9月24日に土井監督は休養、残り試合は山根俊英投手コーチが指揮を執った。投手陣はベテラン平松政次と野村収が勝ち星1桁に終わったほか、先発・抑えの両方で活躍した斉藤明夫がリーグ最多敗を記録するなどチーム防御率4.41はリーグ最下位。打撃陣は山下の.278が最高でそれ以上の打率をあげた打者はおらず、チーム本塁打・チーム打率ともにリーグ最下位。この年は野球用具盗難、監督休養、優勝した巨人に4勝20敗2分と大きく負け越し、5位の中日に15ゲーム以上も離され、セリーグ6球団で唯一の二桁勝利投手ゼロなどさんざんな1年となった。カード別成績では巨人を含め上位3チームにわずか17勝しかあげられず、中日に14勝12敗と勝ち越すのがやっとだった。この頃から「横浜大洋銀行」の蔑称が使われるようになる。

## チーム成績

### レギュラーシーズン
| 1 | 右 | 屋鋪要     |
| 2 | 二 | 基満男     |
| 3 | 一 | ラコック   |
| 4 | 三 | 田代富雄   |
| 5 | 左 | 長崎慶一   |
| 6 | 中 | ピータース |
| 7 | 遊 | 山下大輔   |
| 8 | 捕 | 辻恭彦     |
| 9 | 投 | 斎藤明雄   |

| 順位 | 4月終了時 | 4月終了時 | 5月終了時 | 5月終了時 | 6月終了時 | 6月終了時 | 7月終了時 | 7月終了時 | 8月終了時 | 8月終了時 | 最終成績 | 最終成績 |
| ---- | --------- | --------- | --------- | --------- | --------- | --------- | --------- | --------- | --------- | --------- | -------- | -------- |
| 1位  | 中日      | --        | 巨人      | --        | 巨人      | --        | 巨人      | --        | 巨人      | --        | 巨人     | --       |
| 2位  | 巨人      | 1.5       | 中日      | 6.0       | ヤクルト  | 7.5       | 阪神      | 9.0       | ヤクルト  | 9.0       | 広島     | 6.0      |
| 3位  | 広島      | 6.0       | 広島      | 6.5       | 阪神      | 8.5       | ヤクルト  | 12.0      | 阪神      | 11.5      | 阪神     | 8.0      |
| 4位  | ヤクルト  | 8.0       | ヤクルト  | 9.0       | 広島      | 9.0       | 中日      | 12.5      | 広島      | 12.5      | ヤクルト | 13.5     |
| 5位  | 阪神      | 8.0       | 阪神      | 10.0      | 中日      | 10.0      | 広島      | 12.5      | 中日      | 13.5      | 中日     | 16.0     |
| 6位  | 大洋      | 9.5       | 大洋      | 13.5      | 大洋      | 10.0      | 大洋      | 17.0      | 大洋      | 22.5      | 大洋     | 31.5     |

| 順位 | 球団               | 勝 | 敗 | 分 | 勝率 | 差   |
| 1位  | 読売ジャイアンツ   | 73 | 48 | 9  | .603 | 優勝 |
| 2位  | 広島東洋カープ     | 67 | 54 | 9  | .554 | 6.0  |
| 3位  | 阪神タイガース     | 67 | 58 | 5  | .536 | 8.0  |
| 4位  | ヤクルトスワローズ | 56 | 58 | 16 | .491 | 13.5 |
| 5位  | 中日ドラゴンズ     | 58 | 65 | 7  | .472 | 16.0 |
| 6位  | 横浜大洋ホエールズ | 42 | 80 | 8  | .344 | 31.5 |

## オールスターゲーム1981
- 監督推薦

斎藤明雄
福嶋久晃
山下大輔

## できごと
- 9月24日 - 土井淳監督休養。山根俊英コーチが監督代行。

## 表彰選手
| リーグ・リーダー |
| ---------------- |
| 受賞者なし       |

| ベストナイン         | ベストナイン | ベストナイン |
| 選手名               | ポジション   | 回数         |
| -------------------- | ------------ | ------------ |
| 山下大輔             | 遊撃手       | 初受賞       |
| ダイヤモンドグラブ賞 |              |              |
| 選手名               | ポジション   | 回数         |
| 山下大輔             | 遊撃手       | 6年連続6度目 |

## ドラフト
| 順位 | 選手名   | ポジション | 所属           | 結果 |
| ---- | -------- | ---------- | -------------- | ---- |
| 1位  | 右田一彦 | 投手       | 電電九州       | 入団 |
| 2位  | 菊地恭一 | 外野手     | 東芝           | 入団 |
| 3位  | 村岡耕一 | 内野手     | 電電九州       | 入団 |
| 4位  | 竹下浩二 | 投手       | 興南高         | 入団 |
| 5位  | 金沢次男 | 投手       | 三菱自動車川崎 | 入団 |
| 6位  | 山中博一 | 内野手     | 横浜高         | 入団 |